# CENTURY LOVERS
『CENTURY LOVERS』（センチュリー・ラヴァーズ）は、山下久美子の15枚目のスタジオ・アルバム。1993年8月30日に東芝EMI / EASTWORLDから発売された。

## 概要
キャッチコピーは「世紀の恋人達に贈る珠玉のラヴ・ストーリーズ」。
前作『Sleeping Gypsy』から約1年ぶりとなるアルバム。

## 収録曲
| 全作曲: 布袋寅泰、全編曲: 布袋寅泰。 |                                          |            |            |      |
| #                                    | タイトル                                 | 作詞       | 作曲・編曲 | 時間 |
| 1.                                   | 「CENTURY LOVERS (introduction)」        |            | 布袋寅泰   | 0:33 |
| 2.                                   | 「ベリンダ」                             | 山下久美子 | 布袋寅泰   | 5:19 |
| 3.                                   | 「涙に閉じ込められて」                   | 森雪之丞   | 布袋寅泰   | 5:47 |
| 4.                                   | 「いっぱいキスしよう (century kiss)」    | 康珍化     | 布袋寅泰   | 5:49 |
| 5.                                   | 「Love glitter」                         | 山下久美子 | 布袋寅泰   | 4:11 |
| 6.                                   | 「天使のテスト」                         | 森雪之丞   | 布袋寅泰   | 4:12 |
| 7.                                   | 「ごめんね太陽」                         | 森雪之丞   | 布袋寅泰   | 3:56 |
| 8.                                   | 「さよならと言いかけて (JUST ME & YOU)」 | 山下久美子 | 布袋寅泰   | 4:49 |
| 9.                                   | 「TODAY I LOVE YOU MORE THAN YESTERDAY」 | 山下久美子 | 布袋寅泰   | 5:49 |
| 10.                                  | 「涙のBROKEN HEART」                     | 山下久美子 | 布袋寅泰   | 3:30 |
| 11.                                  | 「愛してたなんていまさら (new re-mix)」  | 布袋寅泰   | 布袋寅泰   | 4:57 |
| 12.                                  | 「BABY DON'T CRY」                       | 布袋寅泰   | 布袋寅泰   | 5:10 |
| 13.                                  | 「CENTURY LOVE」                         | 山下久美子 | 布袋寅泰   | 2:19 |
| 合計時間:                            | 合計時間:                                | 合計時間:  | 56:21      |      |

## 楽曲解説
1. CENTURY LOVERS (introduction)
  - インストゥルメンタル曲。
2. ベリンダ
3. 涙に閉じ込められて
4. いっぱいキスしよう (century kiss)
  - 先行シングル「いっぱいキスしよう」のアルバムヴァージョン。
  - 東芝グループCM曲
5. Love glitter
  - シングル「ごめんね太陽」のカップリング曲。
  - NTTシンプルコードレス101 TV-CM曲
6. 天使のテスト
7. ごめんね太陽
  - 先行シングル。
  - フジテレビ系『なるほど!ザ・ワールド』エンディングテーマ
8. さよならと言いかけて (JUST ME & YOU)
9. TODAY I LOVE YOU MORE THAN YESTERDAY
10. 涙のBROKEN HEART
11. 愛してたなんていまさら (new re-mix)
  - 先行シングル「いっぱいキスしよう」のカップリング曲のアルバムヴァージョン。
12. BABY DON'T CRY
  - アルバム発売後の1993年12月15日にシングルカットされた。
  - JASキャンペーン曲
13. CENTURY LOVE

## 参加ミュージシャン
- All Instruments：布袋寅泰
- Computer Programming：梅崎俊春
- Drums & Percussion：椎野恭一
- Drums：池畑潤二
- Bass：浅田孟
- Guitar：花田裕之
- Keyboard：小森茂生, 門倉聡
- Saxophone：矢口博康
- Chorus：松尾清憲, 狩野環, 広谷順子, RAJIE